# 香港駐柏林經濟貿易辦事處
香港駐柏林經濟貿易辦事處（英語：Hong Kong Economic and Trade Office (Berlin)），簡稱香港駐柏林經貿辦、駐柏林經貿辦或駐柏林辦，是香港特別行政區政府駐德国的官方機構，處理中欧和东欧八個國家與香港關係。它的辦公地點位於柏林市中心，於2009年開幕，是港府在欧洲設立的第四個辦事處。

## 歷史
在2005年，歐盟成為香港的第三大貿易伙伴，而往來的貿易額亦有上升趨勢，香港政府因而建議設立一個新的經貿辦以負責在东欧地區推廣與香港的經貿關係，並同時以此重整香港駐欧洲各經貿辦的資源調配。由於在德国為中欧中與香港經貿往來最緊密的國家，故港府選址其首都柏林為新的經貿辦總部，並分派部分原由駐布魯塞爾經貿辦的中欧國家至駐柏林經貿辦負責。
在香港立法會於2006年通過設立駐柏林經貿辦後，港府隨即在2007年於駐布魯塞爾經貿辦成立工作小組與德國政府磋商。最終，在黃繼兒帶領的工作小組努力下，駐柏林經貿辦在2009年2月獲德国联邦议院確立為獨立的外交代表機構，亦享有與主權國家機構相同的外交豁免權，並在2009年3月9日正式運作。同時，經貿辦亦為德國國內現時唯一一個準外交機關。

## 職能

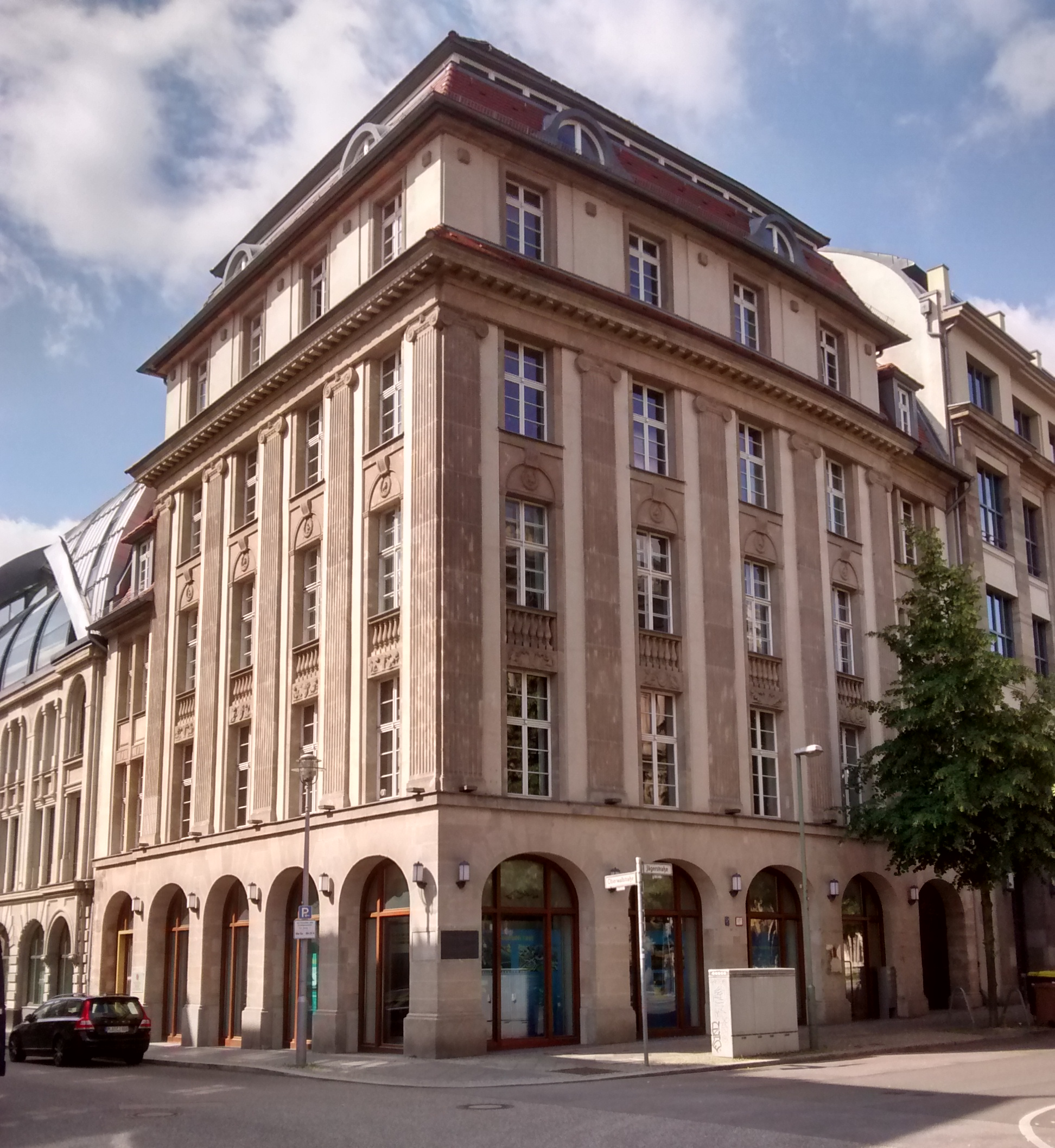
2016年時的香港駐柏林經濟貿易辦事處

香港駐柏林經貿辦於2009年3月設立，是香港特別行政區政府駐德国的官方機構，处理奥地利、捷克、德国、匈牙利、波兰、斯洛伐克、斯洛文尼亚和瑞士共八个位于中欧或东欧的国家与香港关系。它是港府继在英国伦敦、瑞士日内瓦及比利时布鲁塞尔三地后，在欧洲设立的第四个办事处。它的主要職責是致力與各國各級政府機關及其他機構加強聯繫，以促進香港與中东欧八國的雙邊經濟及貿易關係。同時，經貿辦亦處理香港與經貿辦所涵蓋國家在社會及文化等方面的雙邊事務，並在每年都積極舉辦及參與推廣香港的活動。

## 處長列表
香港駐柏林經貿辦在2009年3月9日成立時，首任處長為黃繼兒。雖然經貿辦處長為首長級薪級第二級的首長級丙級政務官職位，但黃就以為首長級薪級第三級的首席政府律師職級出任，成為史上首位律政人員擔任經貿辦主管，而其繼任人李國彬也為首長級薪級第三級的首長級乙級政務官。現任處長為黃文忠，他接替司徒加敏出任處長職位。
1. 黃繼兒（任期：2009年3月9日－2012年1月15日[2][7]）
2. 李國彬（任期：2012年1月16日－2014年8月24日[7][11][12]）
3. 何小萍（任期：2014年9月1日－2018年8月5日[12]）
4. 李志鵬（任期：2018年8月6日－2021年10月31日[13][14]）
5. 司徒加敏（任期：2021年11月22日－2025年8月10日[15][10]）
6. 黃文忠（任期：2025年8月11日－[10]）

## 外部連結
- 香港駐柏林經濟貿易辦事處 （页面存档备份，存于） （英文） （德文）
- 香港境外辦事處 （页面存档备份，存于）
- 香港駐柏林經濟貿易辦事處的Facebook專頁